# 熊岳河

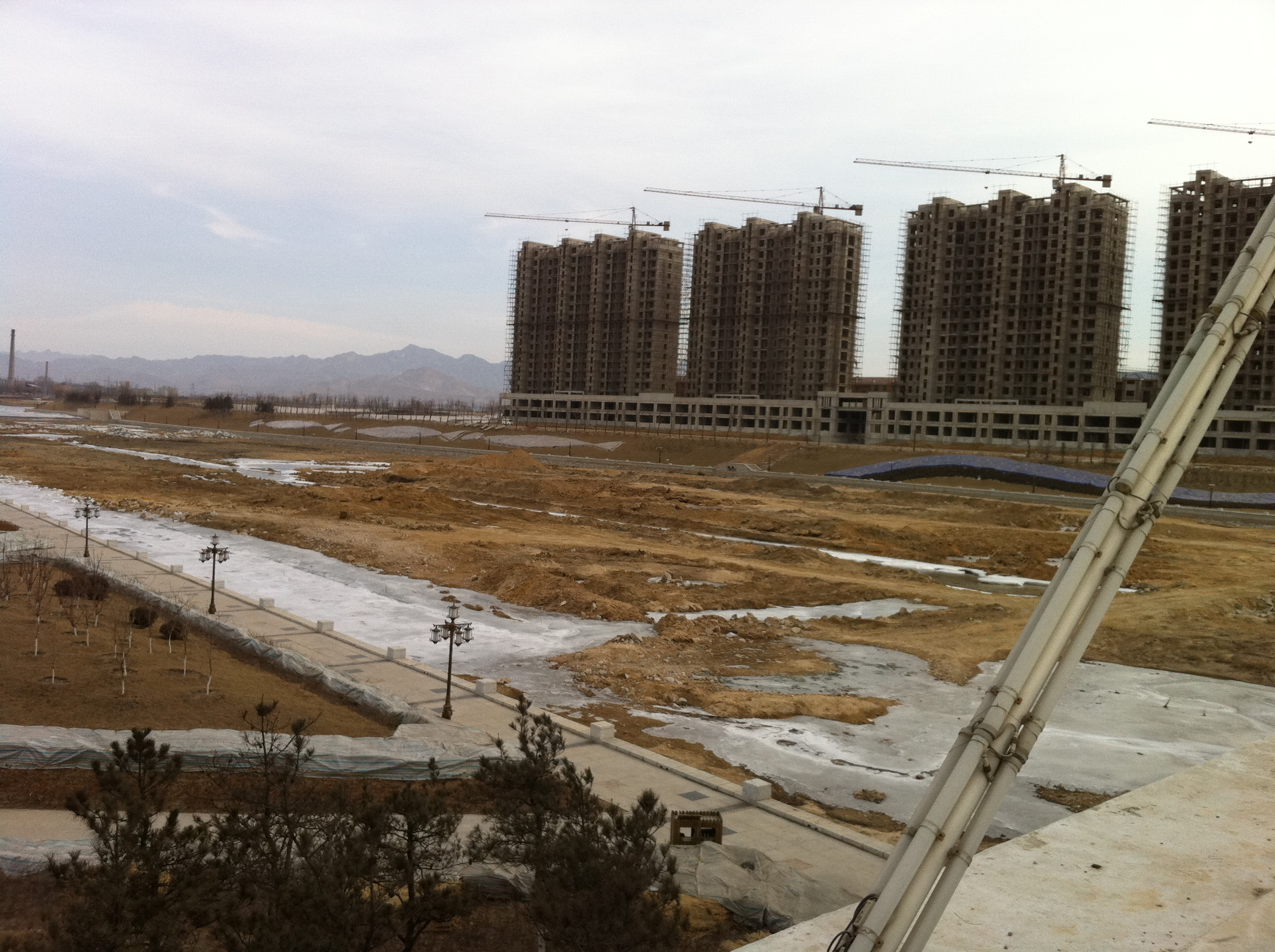
熊岳河熊岳镇附近河段

熊岳河，旧名响水河，位于中华人民共和国辽宁省辽东半岛西部的一条河流，发源于盖州市杨运镇南岔村以南老帽山北麓，向北流至北岔村转西北流，过陈屯镇背阴寨村后成为盖州市与营口市鲅鱼圈区之间的界河，经盖州市九垄地街道、鲅鱼圈区熊岳镇，于盖州仙人岛度假区与鲅鱼圈金沙滩滨海浴场之间汇入渤海辽东湾。河流全长41.9千米，流域面积322.54平方千米，年均径流量0.587亿立方米。
熊岳河上游六道河村至头道河村为半山区，河床狭窄，由大中卵石组成;头道河村至熊岳河水文站流经平原区，河床宽浅，多为小卵石和粗砂;熊岳河水文站以下为冲积平原多为细沙和淤泥。
熊岳河流域属暖温带半湿润大陆性季风气候。冬季寒冷，春季多风少雨，夏季炎热，暴雨集中，秋季凉爽;多年平均气温8~10摄氏度，流域多年平均年降水量 600~790毫米主要降水集中在7一8月，约占年降雨量的2/3;多年平均日照时数2600~2900小时，多年平均年径流量0.587亿立方米。
熊岳河流域内2000年有人口约9.32万，耕地455公顷新中国成立以来，熊岳河流域发生两次大暴雨洪水1975年7月31日，能岳镇降特大暴雨，降雨量达310.5毫米;1981年7月28日，盖州市杨运镇八道河雨量站降雨量289.2毫米，熊岳河水位猛涨，最大流量2200立方米每秒为历史最大洪水。